# Avengers: Doomsday
Pour les articles homonymes, voir The Avengers.
 (août 2025).
Série l'univers cinématographique Marvel
Spider-Man: Brand New Day
(2026) Avengers: Secret Wars
(2027)
Série Avengers
Avengers: Endgame
(2019) Avengers: Secret Wars
(2027)
Pour plus de détails, voir Fiche technique et Distribution.
Avengers: Doomsday est un film américain réalisé par Anthony et Joe Russo et dont la sortie est prévue en 2026.
Il s'agit du 39e film de l'univers cinématographique Marvel et le 3e de la phase 6. Tout comme ses quatre prédécesseurs, le film sera un crossover et rassemblera les personnages des franchises super-héroïques habituellement séparées, parmi lesquels Captain America, Ant-Man, Thor, Black Panther, Loki, les Nouveaux Avengers, les Quatre Fantastiques ou encore les X-Men, signant par ailleurs le retour d'une importante partie de la distribution des films X-Men produits par 20th Century Studios.
Le film marquera également le retour de Robert Downey Jr. dans l'univers cinématographique Marvel sept ans après Avengers: Endgame (2019), mais cette fois-ci dans la peau du Docteur Doom, antagoniste principal du film.

## Synopsis
Les Avengers, les Wakandais, les Quatre Fantastiques, les New Avengers et les X-Men doivent s'unir pour affronter le Docteur Doom.

## Fiche technique
Sauf indication contraire, les informations mentionnées dans cette section peuvent être confirmées par la base de données cinématographiques IMDb,  présente dans la section « Liens externes ».
- Titre original : Avengers: Doomsday
- Réalisation : Anthony et Joe Russo
- Scénario : Stephen McFeely et Michael Waldron, d'après les personnages Marvel Comics créés par Stan Lee et Jack Kirby
- Musique : Alan Silvestri
- Décors : Gavin Bocquet
- Photographie : Newton Thomas Sigel
- Montage : Jeffrey Ford (en)
- Sociétés de production : Marvel Studios et AGBO Studios
- Société de distribution : Walt Disney Studios Motion Pictures
- Production : Kevin Feige
  - Production exécutive : Louis D'Esposito
- Budget : N/A
- Pays de production :  États-Unis
- Langue originale : anglais
- Format : couleur
- Genre : action, aventures, science-fiction, fantastique, super-héros
- Dates de sortie : Dates sujettes à modification
  - France : 16 décembre 2026
  - États-Unis : 18 décembre 2026[2]

## Distribution
- Robert Downey Jr. : Victor von Doom / Docteur Doom
- Anthony Mackie : Sam Wilson / Captain America
- Danny Ramirez : Joaquin Torres / Falcon
- Paul Rudd : Scott Lang / Ant-Man
- Chris Hemsworth : Thor
- Tom Hiddleston : Loki
- Letitia Wright : Shuri / Black Panther
- Tenoch Huerta : Namor / K'uk'ulkan
- Winston Duke : M'Baku
- Simu Liu : Xu Shang-Chi / Shaun
- Sebastian Stan : James « Bucky » Barnes / le Soldat de l'Hiver
- Florence Pugh : Yelena Belova / Black Widow
- Wyatt Russell : John Walker / U.S. Agent
- David Harbour : Alexei Shostakov / le Red Guardian
- Hannah John-Kamen : Ava Starr / le Fantôme
- Lewis Pullman : Robert « Bob » Reynolds / Sentry
- Pedro Pascal : Reed Richards / Mr Fantastique
- Vanessa Kirby : Susan Storm / la Femme invisible
- Joseph Quinn : Johnny Storm / la Torche humaine
- Ebon Moss-Bachrach : Ben Grimm / la Chose
- Patrick Stewart : Pr Charles Xavier / Professeur X
- Ian McKellen : Erik Lehnsherr / Magnéto
- Rebecca Romijn : Raven Darkhölme / Mystique
- James Marsden : Scott Summers / Cyclope
- Channing Tatum : Remy LeBeau / Gambit
- Alan Cumming : Kurt Wagner / Diablo
- Kelsey Grammer : Dr Hank McCoy / le Fauve
- Ryan Reynolds : Wade Wilson / Deadpool

## Production

### Genèse et développement
Après la sortie d'Avengers: Infinity War (2018) et Avengers: Endgame (2019), Anthony et Joe Russo ont exprimé leur envie de réaliser un film qui adapterait le crossover Les Guerres secrètes créé par Jim Shooter et publié de 1984 à 1985, ainsi que de la deuxième version écrite par Jonathan Hickman en 2015. Les deux versions suivent divers personnages issus de l'univers Marvel qui convergent sur la planète Battleworld,,. Les scénaristes de Infinity War et Endgame, Christopher Markus et Stephen McFeely, déclarent qu'ils reviendraient pour écrire un tel film si les frères Russo le réalisaient.
Au Comic-Con de San Diego en juillet 2022, Kevin Feige annonce les films Avengers: The Kang Dynasty et Avengers: Secret Wars, qui sortiront respectivement le 2 mai 2025 et le 7 novembre 2025. Les deux films étaient censés conclure « La Saga du Multivers », qui couvre les phases quatre, cinq et six de l'univers cinématographique Marvel. The Kang Dynasty était inspiré par un scénario de comics publié entre 2001 et 2002 écrit par Kurt Busiek dans lequel Kang le Conquérant voyage à travers le temps pour asservir l'humanité. 
Le 15 septembre 2022, il est annoncé que Jeff Loveness, déjà à l’œuvre sur Ant-Man et la Guêpe : Quantumania, a été choisi pour écrire le scénario du film. En novembre 2023, après le mauvais accueil du troisième film Ant-Man et le succès de la série Loki, Marvel annonce finalement que Michael Waldron, déjà associé à Avengers: Secret Wars, remplace Loveness à l'écriture.
Destin Daniel Cretton, réalisateur du film Shang-Chi et la Légende des Dix Anneaux, était associé au projet avant de le quitter pour se consacrer à la série centrée sur Wonder Man[réf. nécessaire].
En décembre 2023, après la condamnation de Jonathan Majors, l'acteur devant interpréter Kang, le film perd son sous-titre[réf. nécessaire]. Le nouveau titre est annoncé en juillet 2024 lors de la Comic-Con de San Diego. Les frères Russo sont également annoncés à la réalisation, aussi pour Avengers: Secret Wars. Stephen McFeely, est engagé pour écrire le scénario et remplace donc Michael Waldron.

### Attribution des rôles
Le fait que Robert Downey Jr. allait interpréter le Docteur Doom a été annoncé en même temps que le nouveau titre du film, lors de la Comic-Con de San Diego de 2024. Il succède donc à Julian McMahon et Toby Kebbell, tout les deux interprètes du personnage dans les précédents films dédiés aux Quatre Fantastiques.
Pedro Pascal, Vanessa Kirby, Joseph Quinn et Ebon Moss-Bachrach sont aussi annoncés pour reprendre leurs rôles des Quatre Fantastiques y compris pour Avengers: Secret Wars. L'équipe de super-héros présenté dans Thunderbolts* est aussi annoncé pour faire son retour.
En janvier 2025, Benedict Cumberbatch qui incarne Stephen Strange / Docteur Strange à l'écran, annonce qu'il ne serait pas dans ce cinquième opus de la franchise Avengers, mais qu'il sera cependant présent pour Avengers: Secret Wars. Il revient cependant sur ses propos quelques jours plus tard en confirmant qu'il sera bien présent au casting.
Le mercredi 26 mars 2025, Marvel Studios organise une vidéo en direct sur ses réseaux sociaux pour annoncer une partie de la distribution et le début de la production. 27 noms sont alors confirmés, le logo du film est par ailleurs changé et le thème du film est dévoilé. L'annonce marque le retour d'une importante partie de la distribution des films X-Men, notamment Patrick Stewart, Ian McKellen, James Marsden, Rebecca Romijn, Alan Cumming et Kelsey Grammer, qui reprennent respectivement leurs rôle de Professeur X, Magnéto, Cyclope, Mystique, Diablo et le Fauve.
Le mardi 12 août 2025, Ryan Reynolds partage sur ces réseaux sociaux, une photo du sigle des Avengers tagué du « A » cerclé d'anarchiste comme déjà vu dans Deadpool et Wolverine qui semble teaser l'apparition de son personnage Deadpool dans le prochain Avengers: Doomsday, le 15 août 2025, l'information est comfirmée par The Hollywood Reporter,.

### Tournage
Le début de la production est officialisé le 26 mars 2025. Le tournage débute officiellement le 28 avril 2025 à Londres aux Pinewood Studios sous le titre de travail Apple Pie 1, et doit durer jusqu'en août de la même année.

## Musique
En juillet 2024 il est annoncé que Alan Silvestri, déjà à l'œuvre sur Avengers (2012), Avengers: Infinity War (2018) et Avengers: Endgame (2019), sera le compositeur du film.

## Sortie et accueil

### Promotion et date de sortie
La sortie américaine était initialement fixée au 2 mai 2025, puis au 1er mai 2026, avant d'être à nouveau repoussée au 18 décembre 2026.
La vidéo en direct annonçant une partie du casting a rassemblé environ 100 000 spectateurs simultanés sur YouTube, avec une croissance constante de l'audience d'heure en heure, ce qui en a fait le coup de publicité en direct multiplateforme le plus regardé. Elle est devenue la deuxième vidéo la plus tendance sur YouTube, totalisant 275 millions de vues au cours des premières 24 heures, dépassant ainsi les précédents lives des avant-premières sur tapis rouge de Marvel Studios. La diffusion a également généré 3,1 millions de mentions sur les réseaux sociaux, soit un volume social cinq fois supérieur à celui de la première bande-annonce de Deadpool et Wolverine.